# Amber Anning
Amber Anning (* 18. November 2000 in London) ist eine britische Sprinterin, die sich auf den 400-Meter-Lauf spezialisiert hat. 2025 wurde sie in Nanjing Hallenweltmeisterin über 400 Meter und bei den Olympischen Spielen 2024 gewann sie zwei Bronzemedaillen in Staffelbewerben.

## Sportliche Laufbahn
Erste internationale Erfahrungen sammelte Amber Anning im Jahr 2017, als sie bei den Commonwealth Youth Games in Nassau in 53,68 s die Bronzemedaille gewann. 2019 nahm sie an den Halleneuropameisterschaften in Glasgow teil, schied dort aber mit 53,26 s in der ersten Runde aus, gewann aber mit der britischen 4-mal-400-Meter-Staffel in 3:29,55 min die Silbermedaille hinter dem Team aus Polen. Anschließend gewann sie bei den U20-Europameisterschaften im schwedischen Borås in 52,18 s die Silbermedaille im Einzelbewerb und siegte mit der Staffel in 3:33,03 min. Daraufhin zog sie in die Vereinigten Staaten und studierte dort an der Louisiana State University und wechselte dann an die University of Arkansas. 2023 wurde sie NACAC-Hallenmeisterin in der 4-mal-400-Meter-Staffel und im August startete sie mit der Staffel bei den Weltmeisterschaften in Budapest und gewann dort in 3:21,04 min gemeinsam mit Laviai Nielsen, Ama Pipi und Nicole Yeargin die Bronzemedaille hinter den Teams aus den Niederlanden und Jamaika. Im Jahr darauf wurde sie NCAA-Meisterin in der 4-mal-400-Meter-Staffel und im August gewann sie bei den Olympischen Sommerspielen in Paris in 3:08,01 min gemeinsam mit Samuel Reardon, Laviai Nielsen und Alex Haydock-Wilson die Bronzemedaille in der Mixed-Staffel hinter den Teams aus den Niederlanden und den Vereinigten Staaten. Zudem belegte sie über 400 Meter in 49,29 s im Finale den fünften Platz und stellte damit einen neuen Landesrekord auf. Mit der Frauenstaffel gewann sie in 3:19,72 min die Bronzemedaille hinter den Teams aus den Vereinigten Staaten und den Niederlanden.
2025 wurde sie bei den Halleneuropameisterschaften in Apeldoorn in der ersten Runde über 400 Meter wegen einer Bahnübertretung disqualifiziert und gewann mit der 4-mal-400-Meter-Staffel in 3:24,89 min die Silbermedaille hinter dem niederländischen Team. Kurz darauf siegte sie in 50,60 s bei den Hallenweltmeisterschaften in Nanjing und wurde damit die erste britische Hallenweltmeisterin über diese Distanz.
2024 wurde Anning britische Meisterin im 400-Meter-Lauf im Freien sowie 2025 in der Halle.

## Persönliche Bestzeiten
- 200 Meter: 22,66 s (−0,5 m/s), 9. Mai 2024 in Gainesville
  - 200 Meter (Halle): 22,60 s,26. Januar 2024 in Fayetteville (britischer Rekord)
- 400 Meter: 49,29 s, 9. August 2024 in Paris (britischer Rekord)
  - 400 Meter (Halle): 50,43 s, 24. Februar 2024 in Fayetteville
  - 600 Meter (Halle): 1:26,60 min, 17. Januar 2025 in Fayetteville